# Ошмаенер
Ошмаенер (мар. Ошманэҥер) — деревня в Советском районе Республики Марий Эл. Входит в состав Ронгинского сельского поселения.

## География
Находится в центральной части республики Марий Эл на расстоянии приблизительно 11 км по прямой на юг от районного центра посёлка Советский.

## История
Известна с 1915 года как деревня, где в 23 дворах проживали 77 мужчин и 87 женщин. В 1924 году здесь в 33 хозяйствах жили 152 человека, мари. В 1970 году здесь насчитывалось 23 хозяйства, в 1976 году осталось 21, в 1980 году — 17, к 2002 году только 4 дома. В советское время работал колхоз «Пробуждение».

## Население
Население составляло 5 человека (все мари) в 2002 году, 1 в 2010.